# One-Man Army Corps
OMAC (One-Man Army Corps), es una de las creaciones de ciencia ficción de Jack Kirby de mediados de los 70's, para el universo DC Pre-Crisis, el cual fue parte de una serie de cómics que relataban un futuro alternativo muy distante. En él se desenvuelven las aventuras de OMAC, un cyborg mitad máquina y mitad humano, reclutado como protector de la raza humana, la cual, a mediados del siglo XXI, se hallaba al borde de la extinción. 
Las siglas OMAC también han sido identificadas por varios autores en diversas sagas de la editorial, como Observational Metahuman Activity Construct —utilizadas por el Proyecto OMAC— o en la última encarnación del personaje en el reciente evento conocido como el reinicio del Universo DC, como One Machine Army Corp.

## Historia
A finales del siglo XXI -uno de los muchos mañanas imposibles-, científicos extraterrestres arriban a la Tierra bajo las órdenes del Profesor Z, un alienígena que descubriría el método para prevenir desastres que amenazan el futuro de la humanidad, con una exactitud de predicción del 98%. Así, intentará evitar el Apocalipsis- que ha sido acuñado en el cómic como el Gran Desastre- y que acabaría con la existencia de la humanidad en la Tierra.
En el intento de impedir el desastroso evento, los alienígenas asumen forma humana y fundan la Agencia Global para la Paz, combatiendo la maldad en un intento por evitar el holocausto. Éstos agentes no portarán armas, porque entendían que la violencia solo podría engendrar más violencia y finalmente acabaría desencadenando el Gran Desastre. 
El más valioso agente de la AGP -Buddy Blank-, será sin saberlo OMAC, quien a través del Satélite-computador el Hermano Ojo, dispondrá de extraordinarios poderes y será capaz de realizar grandes hazañas.
Para hacer frente a aquellas ocasiones en las que el uso de la fuerza por parte del AGP fuera necesario, la Agencia empleó al científico Myron Forest como director del Proyecto OMAC. Forest creó al Hermano Ojo, un ordenador extremadamente avanzado, situado en un satélite en órbita; entonces Hermano Ojo recurrió a la cirugía electrónica para llevar a cabo el implante de un enlace de comunicaciones en un ser humano corriente. El escogido será Buddy Blank, quién se transforma en OMAC, el Ejército de un Solo Hombre. Con la ayuda de Hermano Ojo, OMAC combatiría a criminales internacionales que la Agencia era incapaz de manejar. Durante una de sus primeras misiones de OMAC, Myron Forest fue asesinado y el secreto del Proyecto OMAC murió con él.
Buddy Blank sobrevivió lo suficiente como para tener éxito, engendrar un hijo e incluso lograr criar a su nieto en un búnker del área de Nueva York, al que llamó Tommy "Kamandi" Tomorrow, recordado por su propio cómic con historias posapocalípticas que se desarrollarían en un futuro alterno: las aventuras de Kamandi, el último hombre de la Tierra. A su vez, Tommy es quien vive otras aventuras como cadete espacial en otro futuro posible donde nunca ocurrió el "Gran Desastre": en él se convierte en el aventurero espacial conocido como Tommy Tomorrow, protagonista de la serie de los 50's Tommy Tomorrow y los Planetarios.

## Cancelación de la Serie y nuevas publicaciones Post Crisis
Cuando OMAC fue cancelada en 1975, sus aventuras siguieron publicándose en apartes de los números de Warlord (# 37 al # 47) y Kamandi (# 50). Después de la Crisis en las Tierras Infinitas, su línea temporal fue eliminada y reconstruida de manera distinta en Crisis Infinita y sagas posteriores. Como publicación, OMAC regresó en una miniserie de ocho números entre el 2007 y 2008, después de los sucesos de DCU: Brave and the Bold, Post-Crisis Infinita, en la cual OMAC era el último humano infectado con un virus que cobraría vida y transformaría a Michael Costner en el último anfitrión para albergar más nanovirus OMAC, con la intención de destruir a los metahumanos, a la humanidad y a la Tierra.
También una novela gráfica publicada por el escritor y dibujante John Byrne publicó una serie de 4 números en 1991, que ató los cabos sueltos dejados en las historias anteriores. Byrne hizo reaparecer a OMAC más tarde, en una aventura junto a Superman y Batman en Superman y Batman: Generations 3, una miniserie Elseworld.

## OMAC de Post Crisis

### OMAC en Crisis Infinita y Countdown to Final Crisis
El Proyecto O.M.A.C. es una serie limitada de seis números del cómic escrito por Greg Rucka con dibujos de Jesús Saiz y publicado por DC Comics en el año 2005.
Es una miniserie de cuatro que llevan a los eventos de la Crisis Infinita de DC Comics. La serie sigue directamente al especial Cuenta regresiva a la Crisis Infinita, recogiendo la historia donde el especial comenzó. Mientras el O.M.A.C. es similar al personaje creado por Jack Kirby OMAC, ellos son bastante diferentes, con un acrónimo diferente que el Ejército de Un solo Hombre original. OMAC representaba la Estructura de Observación de Actividad Meta-humana originalmente, pero actualmente las posiciones para "Omni Mente Y Comunidad".
En la miniserie, los OMACs son humanos modificados que trabajan como agentes durmientes, un producto de la organización Checkmate, ahora dirigida por Maxwell Lord. Ellos poseen al satélite espía Hermano Ojo construido por Batman siguiendo su realización, después de los eventos de  Crisis de Identidad, que sus compañeros de la Liga de la Justicia habían borrado su memoria algunos años atrás. El fin del  Proyecto OMAC  con un Hermano Ojo autónomo comandando a 200,000 OMACs y planeando la guerra aparentemente contra los superhéroes, mientras comenzaba con la transmisión mundial de la muerte de Maxwell Señor a manos de la Mujer Maravilla. El Proyecto OMAC tiene numeroso lazos con otros títulos, incluyendo Action Comics N.º 829; Adventures of Superman N.º 641-643; Aquaman N.º 35; Batgirl N.º 66; Birds of Prey N.º 80 y 82-83; Firestorm N.º 18; JLA N.º 122; JSA N.º 76.

#### DCU A Brave New World: OMAC
Es una historia especial que surgió del especial de las páginas DCU A Brave New World: OMAC, una miniserie que constó de 8 partes, en donde surge tras las consecuencias del especial de Proyecto OMAC Especial: Protocolo Lazarus, Brother Eye no había sido completamente destruido y se encuentra en una instalación NORAD. Michael Costner es la última unidad OMAC, quien no sabe conscientemente que es una de las últimas copias de seguridad para emergencias, y Brother Eye intenta activarlo.
Este Hermano Ojo corrompido por su programación creyendo que todos los seres humanos deben ser sometidos y/o exterminados, sean estos metahumanos o no. También este empezó a manifestar a Michael un comportamiento disociativo con al menos dos "personalidades" haciéndole escuchar conversaciones internas tanto reales como imaginarias siendo este en su estado OMAC. Hermano Ojo intenta hacer que Costner lo reconstruya, pero se ve obligado a enfrentarse a su ira, cuando Costner recupera el control de sus dos formas, su parte humana y OMAC, posteriormente destruye una vez más a Hermano Ojo, aunque a pesar de ello una pequeña fracción suya quedaría todavía activa.

### Countdown a Crisis Final
En Countdown to Final Crisis, una parte de Hermano Ojo que había sido destruida fue recuperada más tarde y reconstruida por Buddy Blank, un ex científico de las Industrias Wayne. En Countdown to Final Crisis, este Buddy Blank aparece como un profesor jubilado, calvo, con un nieto de pelo rubio. En el # 34, Buddy blank se menciona, pero no visto, y se conoce como el contacto directo con el Brother Eye. Es contactado por Karate Kid (DC Comics)|Karate Kid]] y Duplicate Girl (Aka se hace llamar Una), suceso ocurrido en Countdown # 31, y luego aparece finalmente en los números #28 y #27. Una versión de Buddy de la Tierra-51 aparece en el # 6 y el # 5 en donde se libera un virus llamado Morticoccus. Buddy se pasa el resto del tiempo encerrado en un búnker con su nieto, que se revela como "Kamandi", el Último Chico de la Tierra. En el último número de Countdown to Final Crisis, el # 1, el Ojo rescata a Buddy y su nieto de las ruinas de Blüdhaven convirtiéndolo en un prototipo OMAC con libre albedrío, similar a la original de Jack Kirby OMAC.
De acuerdo a esto la saga Countdown, la Tierra 51 que había sido destruida por Superboy Prime, y por el virus que mató a Karate Kid, se convierte momentáneamente en las aventuras de OMAC y "Kamandi", siendo este último su hijo, revelando un posible futuro apocalíptico para dicha Tierra (Esta es la explicación de la reconstrucción del Mundo de custodia del monitor Nix Uotan.

## Batman, y los Outsiders
Un OMAC modificado aparece parte del equipo del reformado equipo de los Outsiders en 2008 renombrado REMAC. En Batman # 700 (junio de 2010), en una viñeta en el tema, Damian Wayne, como Batman, exitosamente recupera el control total después de que su padre nunca pudo hacer: recuperar el control de Hermano Ojo.

## Liga de la Justicia: Generación Perdida
Un revivido Maxwell Lord tras intentar acabar con varios miembros de la antigua Liga de la Justicia Internacional logra reactivar algunos OMACS de Crisis Infinita para perseguir al equipo y con la intención de eliminar a Wonder Woman como represalia a lo ocurrido entre ellos dos, sin embargo, al tratar de eliminarla y por ende, la interferencia de los antiguos integrantes de la JLI, aparece un OMAC llamado OMAC Prime, quien al tener voluntad y autonomía propia pero a las órdenes de Maxwell se enfrenta a los héroes, y que luego el Capitán Atom lo destruye causando su autodestrucción.

## Reinicio del Universo DC: Kevin Kho - OMAC
Tras varios cambios que relanzaron a varias series (52 series relanzadas, y nuevas en total, bajo lo que se denominó Los Nuevos 52), y como consecuencia a las pérdidas económicas en la editorial y los sucesos que se contaron en la saga Flashpoint la editorial DC Comics decidieron incluir como un tercer volumen, OMAC fue relanzada bajo una nueva serie de 8 números (la serie posteriormente fue cancelada después de ocho números debido a la introducción de la "segunda ola" de nuevos títulos planteó DC Comics debido a su escasa acogida de ventas de la serie), y que fue publicada en septiembre de 2011 hasta abril del 2012. La serie en su momento de estreno mencionaba la sinopsis de la nueva encarnación de OMAC:

«"El satélite Hermano Ojo que todo lo ve, ha desencadenado una nueva bestia para el Universo DC, en este nuevo volumen, Kevin Kho se ha convertido en un participante involuntario en una guerra entre Checkmate y Hermano Ojo, haciendo de el que se convierta en una máquina de combate, conocido como OMAC (One Machine Army Corp)"».

Esto provocó que la nueva versión de OMAC, tras la versión presentada por Jack Kirby en los años 70 con el personaje Buddy Blank, fuera presentada como una nueva encarnación del personaje en la que unos experimentos militares provocan la utilización de un sujeto de pruebas, en donde es utilizado para la creación de una super arma viviente conocida como OMAC, dejando atrás la continuidad en la que originalmente Buddy Blank fuese el huésped de OMAC, este nuevo OMAC (Kevin Kho), las siglas también fueron cambiadas, pasando a denominarse (One Machine Army Corp) o traducido en español como Cuerpo del Ejército de una Sola Máquina. En la nueva versión, el personaje es un camboyano-americano llamado Kevin Kho, fue introducido como la nueva versión huésped de OMAC. y a Maxwell Lord donde fue revelado como el artífice de la transformación de Kevin en OMAC. Para esta nueva encarnación, muestra que su controlador, la computadora satelital I.A. Brother Eye (En la que es una creación de Batman, pero ahora controlada por una organización Checkmate, al mando de Maxwell Lord y quien a su vez es éste quien le busca) esta inteligencia artificial ha sido corrompida su programación, lo que hace que dicha máquina se convierta en un ser maligno, provocando que Kevin se transforme y sea manipulado, quedando bajo su orden como parte de sus planes de conquista mundial, pero como es evidente, Kevin busca ayuda para liberarse de las maquinaciones de Brother Eye. Brevemente, OMAC aparece como miembro de la Liga de la Justicia Internacional, en la cual es mostrado buscando la ayuda de Batman, a quien identifica como el creador de Brother Eye gracias a los datos obtenidos de Brother Eye previamente.

### Forever Evil
Durante los acontecimientos de "Forever Evil", el Sindicato del Crimen de América capturó la forma OMAC de Kevin Kho y planteó utilizarlo como arma. Harley Quinn, que estaba trabajando con The Thinker, toma unos láseres para combatir a OMAC y al activarlos, logra causarle daño con una sola ráfaga, provocando un derrumbe de una montaña cercana sobre ambos equipos en su interior. Harley llega a Belle Reve y cae ante las manos de OMAC cerca de donde se encontraba James Gordon Jr. también se enteraría de que Thinker está planeando utilizar a OMAC mientras James Gordon Jr. está hablando con Harley, Thinker tomaría posesión de OMAC y comenzó la transferencia de su mente al respectivo huésped. Con OMAC activo y controlado mentalmente, procede a atacar a Amanda Waller, a James Gordon Jr., y a Harley Quinn, a King Shark y a Kamo. King Shark comienza a atacar a Kamo, hasta que Amanda Waller es capaz de mentirles tanto como para poder conseguirles que la ayudaran a derrotar a OMAC. OMAC entonces se encuentra luchando contra King Shark y Kamo mientras que Amanda Waller intenta activar un sistema a prueba de fallos de la prisión de Belle Reve a través de la computadora de Thinker. Antes de que ella sea capaz de hacerlo, Kevin Kho se acerca a ella diciéndole que está atrapado dentro de la máquina OMAC. Waller entonces decide trabajar con Kho, el equipo regresa a las montañas, sólo para ser arrastrados a la lucha contra OMAC. Después de haber matado a Kamo, OMAC logra derrotar a Power Girl, Steel, al Soldado Desconocido, y King Shark posteriormente se dirige hasta Belle Reve. Mientras tanto, Deadshot y Harley encuentran las denominadas "balas mágicas", que les permiten adquirir unos extraordinarios poderes humanos temporalmente. Deadshot dispara los artefactos a Harley, a Waller, y a sí mismo, así como al Soldado Desconocido y equipo comienza a atacar a OMAC. Kho logra recuperar el control de OMAC antes de que Waller tenga que aprobar su último recurso. Pero sin saberlo, el Capitán Boomerang golpea a OMAC en uno de sus ojos, por lo que termina enviándolo a otra dimensión.

## Otras Versiones
- En el universo Tangente de DC Comics, se desarrolla la historia de The Joker's Wild de1998, en donde existe una auto-parodia de OMAC como una versión de un robotizada versión beta de un policía automatizado llamado "Omega tech Mechanoid Armored Cop".

- DC más tarde haría un guiño a OMAC en la saga DC un millón en 1998. Precisamente Superboy 1.000.000, uno de los Superchicos del futuro es conocido como OMAC Superboy, o "One Million And Counting", o Uno de un millón de clones y el título de la historia era "un millón y Contando", repitiendo las siglas. Apareció en los especiales de Superboy y Young Justice, así como las min-series de DC un millón. Su aspecto se basa en OMAC, gana su gran poder mayor otorgado por una versión futura de Hermano Ojo.

- En Kingdom Come, Alex Ross creó una versión femenina de la OMAC llamada OWAC, o One-Woman Army Corps,o Ejército de una Sola Mujer.

- El especial de 80 páginas gigante de DC un millón también presentó una mujer descendiente de la familia Luthor que también era una adversaria de los personajes había adquirido una armadura forma basada en el diseño de OMAC que se hacía llamar la One Woman Adversary Chamber.
- OMAC hizo una breve aparición en el Elseworld JLA: El Otro Clavo cuando todos los períodos de tiempo se fundieron entre sí.

- Algunas unidades básicas de OMAC modificadas por Checkmate que aparecieron en Crisis Final se asemejaban a OMAC de Pre-Crisis.

## Poderes
A través de la interfaz con el satélite de Hermano Ojo, a través de rayo invisible a la cintura del receptor, Buddy blank se transforma en OMAC e imbuida de una matriz de habilidades sobrehumanas. La base de las capacidades de participación de control de densidad del cuerpo de Blank. Aumento de la densidad conduce a un aumento de la superfuerza y una durabilidad mejorada, mientras que una disminución de la densidad conduce a la fuga y supervelocidad. Hermano Ojo puede proporcionarle otras habilidades, así como las funciones de autorreparación.

## Publicaciones
- OMAC 1 al 8 Entre 1974 - 1975 por Jack Kirby. (Volumen 1)
- DCU: Brave new World: OMAC 1 al 8 (2006). (Volumen 2)
- Project OMAC 1 al 6 (2006). y Project OMAC
- OMAC (Nóvela Gráfica) (1991) por John Byrne
- The New 52: OMAC #01 (Volumen 3) (2011) (Recientemente Cancelada, hasta el Número #08).

## Apariciones en otros Medios
OMAC aparece en el episodio 26 de la serie Batman: The Brave and the Bold, "Cuando OMAC ataca".
En la película cancelada Justice League: Mortal, el proyecto OMAC tenía bastante protagonismo juntando la historia con el villano Maxwell Lord.

## Véase en
- Tommy Tomorrow
- Kamandi
- Proyecto OMAC
- OMAC

- Datos: Q2552104